# Риџвеј (Аљаска)
Риџвеј (енгл. Ridgeway) насељено је место без административног статуса у америчкој савезној држави Аљаска.

## Демографија
По попису из 2010. године број становника је 2.022, што је 90 (4,7%) становника више него 2000. године.
| Група             | 2000.         | 2010.         |
| Белци             | 1.685 (87,2%) | 1.745 (86,3%) |
| Афроамериканци    | 7 (0,4%)      | 2 (0,1%)      |
| Азијати           | 15 (0,8%)     | 18 (0,9%)     |
| Хиспаноамериканци | 49 (2,5%)     | 70 (3,5%)     |
| Укупно            | 1.932         | 2.022         |